# Heidelberger Landstraße 61
Die Villa in der Heidelberger Landstraße 61 ist ein Bauwerk in Darmstadt-Eberstadt.

## Geschichte und Beschreibung
Die Villa wurde in der Zeit vor dem Ersten Weltkrieg erbaut. Stilistisch gehört die Villa zum Neoklassizismus. Typische Details der Villa sind die vorgelagerte Terrasse, der auf Säulen gestützte Balkon, die symmetrisch angelegte Gaube im biberschwanzgedeckten Zeltdach; und die mit Stuckquasten verzierten Pilaster, die die Fensterachsen vertikal trennen.
Das Baudekor beschränkt sich auf das weißlackierte hölzerne Balkongeländer mit den für die Bauzeit typischen Kreuzen und zwei kleinen Mosaiken auf der Fassade.

## Denkmalschutz
Die Villa ist ein typisches Beispiel für den neoklassizistischen Baustil in Darmstadt.
Die Villa ist aus architektonischen, baukünstlerischen und stadtgeschichtlichen Gründen ein Kulturdenkmal.